# Малта на Светском првенству у атлетици на отвореном 2015.
Малта је на Светском првенству у атлетици на отвореном 2015. одржаном у Пекингу од 22. до 30. августа учествовала петнаести пут, односно учествовала је на свим првенствима до данас. Репрезентацију Малте представљала је једна такмичарка која се такмичила у трци на 100 метара.
На овом првенству Малта није освојила ниједну медаљу. Није било нових националних, личних и рекорда сезоне.

## Учесници
Жене:
- Шарлот Вингфиелд — 100 м

## Резултати

### Жене
| Атлетичарка      | Дисциплина | Лични рекорд | Квалификације    | Квалификације    | Полуфинале            | Полуфинале            | Финале                | Финале                | Детаљи |
| Атлетичарка      | Дисциплина | Лични рекорд | Резултат         | Место            | Резултат              | Место                 | Резултат              | Место                 | Детаљи |
| ---------------- | ---------- | ------------ | ---------------- | ---------------- | --------------------- | --------------------- | --------------------- | --------------------- | ------ |
| Шарлот Вингфиелд | 100 м      | 11,69 НР     | Дисквалификована | Дисквалификована | Није се квалификовала | Није се квалификовала | Није се квалификовала | Није се квалификовала |        |